# Camptomyia breviradicis
Camptomyia breviradicis är en tvåvingeart som beskrevs av Junichi Yukawa 1968. Camptomyia breviradicis ingår i släktet Camptomyia och familjen gallmyggor. Inga underarter finns listade i Catalogue of Life.